# Holger Meins
Holger Meins (ur. 26 października 1941 w Hamburgu, zm. 9 listopada 1974 w Wittlich) – niemiecki terrorysta, członek skrajnie lewicowej organizacji terrorystycznej Frakcji Czerwonej Armii (RAF-Rote Armee Fraktion) jej tzw. pierwszego pokolenia, zmarł w więzieniu w trakcie strajku głodowego. Autor filmów krótkometrażowych i dokumentalnych, reżyser.

## Edukacja
Holger Klaus Meins urodził się 26 października 1941 roku w Hamburgu jako syn kupca, Wilhelma Juliusa Meinsa (1907–1986) i jego żony Pauli Elsy (1909–1966). Jesienią 1961 roku odmówił pełnienia zasadniczej służby wojskowej. Po maturze od 1962 roku studiował w Wyższej Szkole Artystycznej w Hamburgu (Hochschule für bildende Künste Hamburg, HfbK). W 1964 roku był autorem dekoracji przy spektaklu „Teatru w pokoju” („Theaters im Zimmer“) w Hamburgu. Jesienią tego samego roku rozpoczął praktykę w studiu telewizyjnym RIVA, był także asystentem reżysera w ARPA-Film w Monachium.
W 1966 roku przeprowadził się do Berlina, gdzie rozpoczął naukę w nowo powstałej Akademii Niemieckiego Filmu i Telewizji (Deutsche Film- und Fernsehakademie dffb). W latach 1966–1968 nakręcił wiele zauważonych przez krytyków filmów krótkometrażowych i dokumentalnych, m.in. „Oskar Langenfeld”, w którym przedstawił życie codzienne bezdomnych, chorych na gruźlicę. W tym czasie, jak wiele innych młodych ludzi w Niemczech, zaangażował się w ruch protestu przeciwko wojnie w Wietnamie.

## Początki działalności
2 czerwca 1967 roku brał udział w demonstracji przeciwko wizycie szacha Persji, Mohammada Rezy Pahlawiego i jego żony Farah Diby w Berlinie, podczas której policjant zastrzelił działacza ruchu pacyfistycznego Benno Ohnesorga. Śmierć Ohnesorga oraz późniejsza polityka informacyjna rządu, który winą za śmierć Ohnesorga obciążał organizatorów demonstracji, była dla Meinsa momentem przełomowym i zbliżyła go do ówczesnych radykalnych ruchów studenckich. Niektórzy z nich byli zbulwersowani raportami, jakie ukazały się po demonstracji (szczególnie w springerowskiej gazecie „Bild”), które nazwali faszyzującą manipulacją. Dlatego postanowiono jakoś na to zareagować. Do tej grupy należał również Holger Meins.
1 lutego 1968 roku zorganizował wspólnie z Horstem Mahlerem na Uniwersytecie Technicznym w Berlinie, spotkanie pod nazwą „Trybunał Springera” („Springertribunal”) i tam pokazał swój film „Jak buduję koktajl Mołotowa?” („Wie baue ich einen Molotow-Cocktail?”), w którym na końcu widnieje budynek wydawnictwa Springera (Springer Verlaghaus) jako jasny cel ataku. Wówczas film ten został pokazany jako dzieło anonimowe. W filmie został dokładnie pokazany sposób konstruowania „zapalającej się butelki”, która szybko stała się symbolem młodych rewolucjonistów. Po zamachu na Rudiego Dutschke rzeczywiście zaczęły płonąc auta przed budynkiem wydawnictwa Springera.
Oczekując na proces związany z pokazaniem filmu, Holger Meins razem z Güntherem Peterem Straschekiem przeprowadził się na początku 1968 roku do Monachium.
W maju 1968 roku niemiecki Bundestag obradował na temat prawa o stanie wyjątkowym, które miałoby ułatwić reakcję państwa w przypadku wewnętrznego kryzysu lub katastrofy i dałoby podstawę do przeciwdziałań określonych w ustawie i ograniczonych prawem. Ponieważ jednak określone wówczas sytuacje mówiły również o ograniczeniach podstawowych praw obywatelskich, wiele osób uznało, że wkrótce nastąpi likwidacja demokracji. Wówczas miało miejsce wiele demonstracji, Holger Meins uczestniczył w okupacji budynków dffb. W związku z tym razem z Hartmutem Bitomskym i Harunem Farockim 27 listopada 1968 roku wystąpił z uczelni. Ostatecznie 11 listopada 1969 roku został oficjalnie wydalony z uczelni.

## RAF
W międzyczasie przyłączył się do Komuny 1 (Kommune 1). W tym czasie 14 maja 1970 roku grupa Ulrike Meinhof przemocą uwolniła z aresztu Andreasa Baadera. Meins opublikował wówczas w jednej z gazetek podziemnych „Agit 883” wydawanej przez Petera-Paula Zahla wezwanie do utworzenia Frakcji Czerwonej Armii, do której sam się przyłączył po miesięcznym pobycie w areszcie śledczym. W gazetce opublikował również plakat z tytułem „Wolność dla wszystkich uwięzionych”. Nadał sobie pseudonim „Rolf” i postarał się o fałszywy dokument tożsamości. Po tzw. majowej ofensywie RAF-u w 1972 roku, został oskarżony o udział w atakach na amerykańskie bazy wojskowe na terenie Niemiec (zostały wówczas przeprowadzone ataki bombowe we Frankfurcie nad Menem, Augsburgu, Monachium, Karlsruhe, Hamburgu i Heidelbergu).
1 czerwca 1972 roku Andreas Baader, Holger Meins i Jan-Carl Raspe zostali zatrzymani przez policję we Frankfurcie nad Menem. Po strzelaninie cała trójka została osadzona w areszcie śledczym. Po czteromiesięcznym pobycie w więzieniu w Bochum Meins został przeniesiony do Koblencji. Rozpoczął tam pierwszy strajk głodowy (od 17 stycznia do 20 lutego 1973 roku). Głodujący protestowali przeciw umieszczeniu innych „towarzyszy walki” w osobnych celach i domagali się oficjalnego uznania za jeńców wojennych. To spowodowało przeniesienie Meinsa do ośrodka w Wittich. W maju tego samego roku wziął udział po raz drugi w strajku głodowym (od 8 maja do 29 czerwca 1973), który zakończył po siedmiu tygodniach (ostatnich 5 tygodni był sztucznie żywiony).
Jego akcja odbiła się szerokim echem po kraju. Pojawiły się opinie, że protest Meinsa był podyktowany niehumanitarnym traktowaniem w więzieniu. To przysporzyło samemu RAF-owi wielu sympatyków. Szybko powstawały studenckie komitety przeciw torturom w więzieniach. Więziona w tym samym czasie Gudrun Ensslin przekazała Meinsowi takie przesłanie: „Pokażesz, że masz rację, kiedy umrzesz! Wolność albo śmierć!”.
13 września 1974 roku Holger Meins rozpoczął swój kolejny strajk głodowy, i znów po dwóch tygodniach był przymusowo karmiony. Tym razem jego organizm nie wytrzymał obciążenia. 9 listopada 1974 roku o godz. 17.05 stwierdzono jego śmierć. Meins został pochowany w grobie rodzinnym w Hamburgu. Na pogrzeb 18 listopada 1974 roku przyszło ponad 5000 osób. Nad grobem mowę pogrzebową odprawił pastor, na koniec przemówił Rudi Dutschke, który przed kamerami z podniesioną pięścią wypowiedział zdanie: „Holger, walka będzie trwać dalej” („Holger, der Kampf geht weiter!“). Meins tuż przed swoją śmiercią przy wzroście 186 cm ważył zaledwie 39 kilogramów. Był drugą, po Petrze Schelm, ofiarą śmiertelną wśród terrorystów RAF.
Śmierć Meinsa doprowadziła do wielu niepokojów społecznych w społeczeństwie zachodnioniemieckim. Z jednej strony pojawiały się groźby zbezczeszczenia zwłok Meinsa. Z kolei grupy lewicowe mówiły o mordzie, jakiego dopuściło się państwo niemieckie. W wielu miastach miały miejsce demonstracje, w których uczestniczyło do 10 000 osób.
W 1975 roku grupa Komando Holger Meins RAF-u przeprowadziła atak na ambasadę Republiki Federalnej Niemiec w Sztokholmie. Zginęło dwóch dyplomatów i dwóch członków RAF.

## Filmografia
- 1966 – Subjektitüde
- 1966 – Klammer auf, Klammer zu
- 1967 – Silvo
- 1967 – Die Worte des Vorsitzenden
- 1967 – Oskar Langenfeld
- 1968 – Farbtest – Rote Fahne
- 1968 – Wie baue ich einen Molotow-Cocktail?